# Wesley Sulzberger
Pour les articles homonymes, voir Sulzberger.
Wesley Sulzberger (né le 20 octobre 1986 à Flowery Gully en Tasmanie) est un coureur cycliste australien, professionnel de 2006 à 2016.
Il est membre d'une fratrie de cycliste son frère Bernard est aussi professionnel chez Drapac et sa sœur Grace est membre de l'équipe d'Australie féminine.

## Biographie
Passé professionnel en 2006 dans l'équipe australienne Southaustralia.com-AIS à 19 ans seulement, Sulzberger se révèle dès sa première course, terminant 2e du championnat d'Australie espoir derrière William Walker. Avec cette équipe, il remporte une étape du Tour de Hokkaido 2006, du Herald Sun Tour 2007, du Giro delle Regioni 2008 et du Tour du Japon la même année. Il termine également 4e du Tour d'Irlande 2007 et surtout Vice-champion du monde des moins de 23 ans en 2007 derrière Peter Velits. 
En août 2008, ce coureur prometteur rejoint l'équipe Pro Tour La Française des jeux, comme stagiaire, puis comme coureur. Il termine très vite 2e du Grand Prix d'Isbergues 2008 et 5e du Tour Down Under 2009. Il aura également été présent dans l'échappée matinale de Paris-Roubaix 2009 en compagnie notamment de son coéquipier Yoann Offredo avant de se faire reprendre par le peloton. À la fin de la saison 2009, il participe à son premier Grand Tour, le Tour d'Espagne au cours duquel il termine 117e.
Au cours de la saison 2010 il remporte le Grand Prix de Plumelec-Morbihan en solitaire devant Renaud Dion et Stéphane Augé.
Fin 2014, il signe un contrat avec l'équipe continentale Navitas Satalyst Racing.
Il met un terme à sa carrière à l'issue de la saison 2016.

## Palmarès
- 2006
  - Classement général de la Coupe de la Paix
  - Tour du Gippsland :
    - Classement général
    - 7e étape

  - 6e, 7e et 10e étapes du Tour of the Murray River
  - 1re étape du Tour de Hokkaido
  - 6e, 10e et 11e étapes du Tour de Tasmanie
  - 2e du championnat d'Australie sur route espoirs
  - 3e du Tour de Perth
- 2007
  -  Champion d'Australie sur route espoirs
  - 2e étape du Herald Sun Tour
  -  Médaillé d'argent au championnat du monde sur route espoirs
  - 2e du Stadsprijs Geraardsbergen
- 2008
  - Grand Prix de Poggiana
  - 3e étape du Tour des régions italiennes
  - 2e étape du Tour du Japon
  - 2e du Grand Prix d'Isbergues
  - 3e du Giro del Mendrisiotto
- 2009
  - 2e étape de Paris-Corrèze
  - 3e de la Polynormande
  - 5e du Tour Down Under
- 2010
  - Grand Prix de Plumelec-Morbihan
- 2014
  - 1re étape de l'Adelaide Tour
  - 2e étape du Tour de Tasmanie
  - 2e de l'Adelaide Tour
- 2016
  - 3e étape du Tour des Philippines

## Résultats sur les grands tours

### Tour de France
- 2010 : 152e

### Tour d'Espagne
- 2009 : 117e
- 2012 : 145e
- 2013 : non-partant (5e étape)

## Classements mondiaux
| Année                  | 2006  | 2007 | 2008 | 2009 | 2010 | 2011 | 2012 | 2013 | 2014 |
| ---------------------- | ----- | ---- | ---- | ---- | ---- | ---- | ---- | ---- | ---- |
| Calendrier mondial UCI |       |      |      | 92e  |      |      |      |      |      |
| UCI America Tour       | 289e  |      |      |      |      |      |      |      |      |
| UCI Asia Tour          | 92e   |      | 118e |      |      |      |      |      | 200e |
| UCI Europe Tour        | 1332e | 484e | 192e |      |      | 425e |      |      |      |
| UCI Oceania Tour       | 7e    | 5e   | 29e  |      |      |      |      |      | 47e  |